# ويليام كيويستا
ويليام كيويستا (بالإسبانية: William Cuesta) هو لاعب كرة قدم كولومبي، ولد في 19 فبراير 1993 في Vigía del Fuerte ‏ في كولومبيا. لعب مع لا إكويداد ‏.

## وصلات خارجية
- ويليام كيويستا على موقع قاعدة بيانات كرة القدم.إي يو (الإنجليزية)
- ويليام كيويستا على موقع Soccerway.com (الإنجليزية)
- ويليام كيويستا على موقع AS.com (الإسبانية)